# دیلان باهامبولا
دیلان باهامبولا (انگلیسی: Dylan Bahamboula؛ زادهٔ ۲۲ مهٔ ۱۹۹۵) بازیکن فوتبال اهل فرانسه است.
از باشگاه‌هایی که در آن بازی کرده‌است می‌توان به باشگاه فوتبال پاریس اشاره کرد.
وی همچنین در تیم‌های ملی فوتبال زیر ۲۰ سال فرانسه و کنگو بازی کرده‌است.